# (79354) Brundibár
(79354) Brundibár, désignation internationale (79354) Brundibar, est un astéroïde de la ceinture principale.

## Description
(79354) Brundibar est un astéroïde de la ceinture principale. Il fut découvert le 16 janvier 1997 à l'Observatoire Kleť par Miloš Tichý et Jana Tichá. Il présente une orbite caractérisée par un demi-grand axe de 2,31 UA, une excentricité de 0,10 et une inclinaison de 5,1° par rapport à l'écliptique.

## Compléments